# چینیماخی
چینیماخی (به لاتین: Chinimakhi) یک منطقهٔ مسکونی در روسیه است که در شهرستان آگولسکی واقع شده‌است.